# Lost in Japan
«Lost in Japan» (укр. Загублені в Японії) — пісня канадського співака і автора пісень Шона Мендеса. Написана Мендесом, Скоттом Гаррісом, Нейтом Мерсером і Тедді Гейгером та спродюсована Мендесом, Мерсером, Гейгером і Луї Беллом. Пісня видана лейблом Island Records 23 березня 2018 року, як другий сингл майбутнього третього студійного альбому Shawn Mendes (2018). Офіційний ремікс створений німецьким ді-джеєм Zedd вийшов 27 вересня 2018 року.

## Випуск
Назву пісні вперше було помічено у колажі, який Мендес опублікував у Instagram, коли записував альбом на Ямайці, що призвело до появи чуток про можливість випуску Мендесом двох синглів, що пояснювало появу двох різних дат в ранішому тизері. Він анонсував пісню за лічені години після випуску «In My Blood», написавши у Твіттері: «Потрібно дати вам ще одну пісню». Ремікс на пісню "Lost in Japan" німецького ді-джея Zedd вийшов 27 вересня 2018 року і з'явився в ротації радіоформатів Contemporary hit radio США 2 жовтня 2018 року.

## Композиція
«Lost in Japan» — це пісня в жанрі фанк, поп і R&B з «фанковими струнними і сильними басами», що нагадує пісні Джастіна Тімберлейка. В інтерв'ю Мендес розповів, що він був натхненний усіма піснями Тімберлейка, які він слухав у той час, особливо Justified, і мріяв. «Я мріяв про те, що я загубився в цій країні, і я прокинувся наступного дня, і ми мали цю класну партію фортепіано, і ця пісня народилася».
Ларс Брандл із Billboard писав, що пісня «починається з тонкого заклинання піаніно, після чого змінюється жирним звуком басу та грувом». Ця перетворилася з «повільного номера на фортепіано» на «пристрасну любовну пісню», зазначив оглядач CBS Radio Робін Колінз. У пісні Мендес пропонує подорожувати світом, щоб бути ближче до свого кохання.

## Відгуки критиків
Майк Нід з Idolator назвав «атмосферою» пісню як «ще одне тверде золото», хвалячи Мендеса за здатність «представити нову, зрілішу версію суперзірки». Сем Дамшенас з Gay Times висловив думку, що пісня «демонструє зухвалішу, фанкову сторону» Мендеса.. Джордан Сарджент зі Spin похвалив композицію, назвавши її «особливо популярною поп-музикою» та «освіжаючо просторою», попри те, що вона є двоїстою до попереднього синглу «In My Blood». Billboard відніс її до найкращих пісень 2018 року, розмістивши на 22-й сходинці рейтингу Elle назвав її 2-ю, а Uproxx відніс її на 8 місці серед найкращих поп-пісень 2018 року.

## Музичне відео
Музичне відео на пісню вийшло 25 жовтня 2018 року. У кліпі поєднана оригінальна і реміксова версія пісні. У відеоролику знялися норвезька актриса Аліша Бо та німецький ді-джей Zedd.

## Трек-лист
| Цифрове завантаження | Цифрове завантаження | Цифрове завантаження |
| #                    | Назва                | Тривалість           |
| -------------------- | -------------------- | -------------------- |
| 1.                   | «Lost in Japan»      | 3:21                 |

| Цифрове завантаження – ремікс | Цифрове завантаження – ремікс | Цифрове завантаження – ремікс |
| #                             | Назва                         | Тривалість                    |
| ----------------------------- | ----------------------------- | ----------------------------- |
| 1.                            | «Lost in Japan» (із Zedd)     | 3:21                          |

## Автори
Інформацію про авторів отримано із сервісу Tidal.
- Шон Мендес — композиція, продюсування, вокал, бек-вокал, гітара
- Скотт Гарріс — композиція, гітара
- Нейт Мерсеро — композиція, продюсування, клавішні, бас, гітара, перкусія, фортепіано
- Тедді Гейгер — композиція, продюсування, бек-вокал, ударні, гітара, перкусія, програмування
- Луї Белл — продюсування
- Гаррі Берр — асистент зведення
- Ендрю Маурі[en] — зведення

## Чарти
Оригінальна версія
| Чарт (2018)                               | Найвища позиція |
| ----------------------------------------- | --------------- |
| Австралія (ARIA)                          | 27              |
| Австрія (Ö3 Austria Top 75)               | 26              |
| Бельгія (Ultratip Flanders)               | 15              |
| Канада (Canadian Hot 100)                 | 39              |
| Чехія (Singles Digitál Top 100)           | 23              |
| Німеччина (Official German Charts)        | 69              |
| Угорщина (Single Top 40)                  | 2               |
| Угорщина (Stream Top 40)                  | 9               |
| Ірландія (IRMA)                           | 35              |
| Італія (FIMI)                             | 67              |
| Нідерланди (Mega Single Top 100)          | 45              |
| Нова Зеландія Heatseekers (RMNZ)          | 1               |
| Португалія (AFP)                          | 26              |
| Шотландія (Official Charts Company)       | 21              |
| Словаччина (Singles Digitál Top 100)      | 11              |
| Швеція (Sverigetopplistan)                | 55              |
| Швейцарія (Media Control AG)              | 23              |
| Велика Британія (Official Charts Company) | 30              |
| США (Billboard Hot 100)                   | 64              |
| США (Mainstream Top 40) (Billboard)       | 25              |

Ремікс
| Чарт(2018)                          | Найвища позиція |
| ----------------------------------- | --------------- |
| Бельгія (Ultratop Flanders)         | 25              |
| Бельгія (Ultratip Wallonia)         | 21              |
| Нідерланди (Dutch Top 40)           | 19              |
| Нідерланди (Mega Single Top 100)    | 52              |
| Швеція (Sverigetopplistan)          | 94              |
| США (Mainstream Top 40) (Billboard) | 20              |
| США (Adult Top 40) (Billboard)      | 20              |

## Сертифікації
| Регіон                                                      | Сертифікація  | Продажі   |
| ----------------------------------------------------------- | ------------- | --------- |
| Австралія (ARIA)                                            | 4× Платиновий | 280 000   |
| Австрія (IFPI Austria)                                      | Золотий       | 15 000    |
| Канада (Music Canada)                                       | 4× Платиновий | 320 000   |
| Данія (IFPI Denmark)                                        | Платиновий    | 90 000    |
| Італія (FIMI)                                               | Платиновий    | 50 000    |
| Мексика (AMPROFON)                                          | Платиновий    | 60 000    |
| Нова Зеландія (RIANZ)                                       | 3× Платиновий | 90 000    |
| Польща (ZPAV)                                               | 2× Платиновий | 100 000   |
| Португалія (AFP)                                            | Платиновий    | 10 000    |
| Іспанія (PROMUSICAE)                                        | Золотий       | 30 000    |
| Велика Британія (BPI)                                       | Платиновий    | 600 000   |
| США (RIAA)                                                  | 2× Платиновий | 2 000 000 |
| продажі+прослуховування, що базуються лише на сертифікаціях |               |           |

## Історія випуску
| Регіон | Дата            | Формат                                    | Версія           | Лейбл  | Прим.  |
| ------ | --------------- | ----------------------------------------- | ---------------- | ------ | ------ |
| Світ   | 23 березня 2018 | Цифрове завантаження потокове відтворення | Оригінальна      | Island | [ 23 ] |
| Світ   | 27 вересня 2018 | Цифрове завантаження потокове відтворення | Ремікс (із Zedd) | Island | [ 24 ] |
| США    | 2 жовтня 2018   | Contemporary hit radio                    | Ремікс (із Zedd) | Island | [ 7 ]  |